# 王世仁 (萬曆進士)
王世仁（1557年—1637年），字元夫，號震巽，直隸太倉州龍市人，長洲縣籍，明朝政治人物。

## 生平
萬曆二十二年（1594年）舉甲午科應天鄉試。萬曆二十九年（1601年），登辛丑科進士，除漳州府推官。三十三年父喪丁憂，服除後，三十六年補南昌府推官。入為兵部車駕司主事，歷武庫司郎中。天啟元年（1621年），彝族土司叛明，陷重慶，圍成都，時為武庫司郎中的王世仁因通知兵略，被推為監軍，後因平亂有功加升二級。以參政監軍於蜀，天啓四年升按察使，五年升福建右布政，六年十二月改湖廣左布政使，致仕。卒於崇禎十年（1637年）十月朔日，享年八十。

## 家族
曾祖父王拭，鴻臚寺署丞；祖父王燾，父親王嘉言，母錢氏。與禮部尚書錢謙益為表兄弟。娶妻溫氏，繼室魯氏。子王應徵、王應微、王應行。